# Britney/Brittany
«Britney/Brittany» (рус. Бритни/Бриттани) — второй эпизод второго сезона американского музыкального телесериала «Хор», срежиссированный Райаном Мёрфи и показанный телеканалом Fox 28 сентября 2010 года. Эпизод стал трибьютом певицы Бритни Спирс; по сюжету Бриттани во время галлюцинаций от анестезии видит себя в роли Спирс и поёт несколько её песен, после чего некоторые хористы решают последовать её примеру. Тем временем руководитель хора Уилл Шустер знакомится с доктором Карлом Хауэллом, бойфрендом Эммы Пилсберри. В серии прозвучали кавер-версии семи песен, шесть из которых были выпущены в качестве синглов посредством цифровой дистрибуции.
После эпизода первого сезона «The Power of Madonna», который стал данью уважения певице Мадонне, Райан Мёрфи запланировал ещё два подобных эпизода. «Britney/Brittany» стал следующим; Мёрфи попросил у Бритни Спирс разрешения исполнить кавер-версии её песен, считая её одной из величайших певиц десятилетия, и оказывающей влияние на современных подростков. Сама Спирс появилась в эпизоде в камео как галлюцинация нескольких участников хора. Эпизод стал центральным для персонажа Бриттани Пирс, роль которой исполняет Хизер Моррис, ранее в первом сезоне появлявшаяся только как приглашённая звезда, а во втором сезоне вошедшая в основной актёрский состав сериала.

## Сюжет
Когда Уилл Шустер (Мэтью Моррисон) подбирает хору репертуар на очередную неделю, Курт Хаммел (Крис Колфер) сообщает, что на сайте Facebook есть сообщество, которое хочет, чтобы хор МакКинли исполнил кавер-версии песен Бритни Спирс. Уилл отказывается, объясняя это тем, что Бритни — плохой пример для подражания; его поддерживает Бриттани (Хизер Моррис), которая утверждает, что её полное имя — Бриттани С. Пирс, что созвучно с именем певицы, и её угнетает мысль носить схожее имя и при этом не быть популярной.
Уилл решает обсудить этот вопрос со школьным консультантом Эммой Пилсберри (Джейма Мейс), и в её кабинете знакомится с её бойфрендом — стоматологом Карлом Хауэллом (Джон Стэймос), который предлагает провести с участниками хора урок по поддержанию гигиены полости рта. Тест показывает, что Бриттани и Арти (Кевин Макхейл) нужно вмешательство дантиста. Во время анестезии в кресле стоматолога, Бриттани снится, что она в образе Бритни Спирс поёт песню «I’m a Slave 4 U». Позже она возвращается к кабинет Карла со своей подругой Сантаной (Ная Ривера), и им обоим снится, будто бы они исполняют дуэтом композицию «Me Against the Music» с Сантаной в образе Мадонны и Бриттани в образе Бритни, а в финале появляется сама поп-певица. Бриттани решает, что она может добиться успеха, и начинает более активно участвовать в деятельности хора.
Между тем Рэйчел (Лиа Мишель) беспокоится по поводу того, что её парень Финн (Кори Монтейт) снова присоединился к футбольной команде, а это может сделать его вновь популярным и разрушить их отношения. Во время посещения стоматолога она галлюцинирует и видит себя, исполняющую песню Бритни «…Baby One More Time». Под действием образов «эротической школьницы» из видеоклипа Рэйчел решает начать одеваться более откровенно. Рэйчел привлекает внимание однокашников; Сью Сильвестр (Джейн Линч) застаёт Джейкаба Бена Азраэля (Джош Сассман) за мастурбацией с использованием видеозаписи Рэйчел. Арти во время посещения стоматолога снится, что он поёт песню «Stronger» и является членом футбольной команды. Тренер Бист (Дот Джонс) соглашается принять Арти в команду, несмотря на то, что он находится в инвалидном кресле. Рэйчел ревнует Финна и просит его бывшую подругу Куинн Фабре (Дианна Агрон) соблазнить его и передать ей его реакцию; Финн не поддаётся на уловку Куинн и говорит, что любит другую. Рэйчел извиняется перед Финном и поёт ему «The Only Exception» группы Paramore.
Эмма говорит Уиллу, что её привлекает в Карле беспечность и расслабленность. Чтобы показать ей, что Уилл тоже умеет отдыхать, он покупает жёлтый Chevrolet Corvette, такой же, как у Карла. Он сталкивается со своей бывшей женой, Терри (Джессалин Гилсиг), которая говорит ему взять себя в руки, вернуть автомобиль и прекратить тратить сбережения. Увидев, что Бритни Спирс оказала на хористов положительное влияние и прибавила энтузиазма, он соглашается подготовить общий номер на песню «Toxic» и исполнить его вместе с ними, пытаясь произвести впечатление на Эмму. Номер становится причиной сексуального возбуждения нескольких учеников, в том числе Джейкоба и Лоурен Зайзис (Эшли Финк). Когда ситуация выходит из-под контроля, Сью Сильвестр включает пожарную сигнализацию, но хор успевает завершить выступление. Эмма позже советует Уиллу перестать быть тем, кем он не является, и вернуть автомобиль. Он соглашается и говорит хору, что они больше никогда не будут петь песни Бритни Спирс.

## Реакция
Эпизод посмотрели 13,51 млн американских телезрителей, что является третьим результатом для сериала в целом после «Hell-O» и «The Sue Sylvester Shuffle». В Канаде серию посмотрели 2,4 млн человек, что позволило ему занять первое место в рейтинге вечерних телепрограмм дня. В Австралии «Britney/Brittany» увидели 1,173 млн человек, что также стало рекордом в вечер показа эпизода.
Отзывы критиков о эпизоде оказались смешанными. Тодд ВанДерВерфф из The A.V. Club подверг критике нелепое построение сюжета и музыкальные номера, в то время как Джеймс Понивозик из Time нашёл идею с фантазированием интересной. Тим Стэк из Entertainment Weekly писал, что точное воссоздание клипов на исполненные композиции было лишним, сериалу достаточно исполнения качественных кавер-версий, подстроенных под ту или иную ситуацию; Али Семигран из MTV высказал похожее мнение, но отметил, что воссоздание «I’m a Slave 4 U» стало одним из лучших номеров сериала. Композиция «…Baby One More Time» в исполнении Лии Мишель получила большей частью негативные отзывы, в то время как «The Only Exception» Paramore — наоборот. Камео самой Спирс также было окритиковано, а некоторые иронично отмечали, что «к счастью, её роль была небольшой». Похвалы был удостоен Мэтью Моррисон, особенно его танцевальные навыки, продемонстрированные во время номера «Toxic». Из-за своего откровенного содержания эпизод был назван худшей телепрограммой недели по версии Родительского телевизионного совета (англ. Parents Television Council).